# Berthoud
Berthoud is een plaats (town) in de Amerikaanse staat Colorado, en valt bestuurlijk gezien onder Larimer County en Weld County.

## Demografie
Bij de volkstelling in 2000 werd het aantal inwoners vastgesteld op 4839.
In 2006 is het aantal inwoners door het United States Census Bureau geschat op 5120, een stijging van 281 (5,8%).

## Geografie
Volgens het United States Census Bureau beslaat de plaats een oppervlakte van
10,5 km², waarvan 10,3 km² land en 0,2 km² water. Berthoud ligt op ongeveer 1535 m boven zeeniveau.

## Plaatsen in de nabije omgeving
De onderstaande figuur toont nabijgelegen plaatsen in een straal van 24 km rond Berthoud.